# Kurt Rosentritt
Kurt Rosentritt (* 15. Februar 1918; † 22. August 1994 in Königs Wusterhausen) war ein deutscher Boxtrainer. Unter anderem sorgte er für den Aufbau des Boxsports in der DDR und auf Kuba.

## Leben
Rosentritt war nach dem Zweiten Weltkrieg am Aufbau einer neuen Sportbewegung in der Sowjetischen Besatzungszone beteiligt. Seine Trainerkarriere begann im Jahre 1948, als er die Faustkämpfer der Humboldt-Universität auf Wettkämpfe vorbereitete. Diese Tätigkeiten übte er bis zum Jahr 1956 aus. Daraufhin war er verantwortlich für Vorbereitung der DDR-Juniorenauswahl bis zum Jahr 1959. Nach dieser Trainertätigkeit wurde er bis 1964 Hochschullehrer und wissenschaftlicher Mitarbeiter an der Deutschen Hochschule für Körperkultur in Leipzig. In dieser Zeit wurde er international für den Boxsport tätig und unterrichtete außerdem zukünftige Trainer wie den DDR-Nachwuchsverbandstrainer und späteren Bundestrainer Stefan Haubrich. Als Boxsportexperte leitete er Lehrgänge in Finnland, Bulgarien,  Polen und in der Tschechoslowakei. 
Im Jahr 1964 ging Rosentritt nach der erfolgreichen Revolution nach Kuba, wo er den Boxsport mit aufbaute. So war er neben den Trainern Alcides Sagarra, Günter Debert, Andrej Tscherwonenko und Wassili Ramanow am kubanischen Aufstieg beteiligt, die kubanische Beweglichkeit wurde mit ostdeutscher und sowjetischer Technologie und Methoden gemischt.
Rosentritt gilt als Entdecker von Teófilo Stevenson. Nach seiner erfolgreichen Kuba-Reise betätigte er sich weiterhin im Ausland und führte Lehrgänge von drei bis sechs Monaten in Mali, Uganda, Sambia, Laos, Mexiko und Venezuela.
Als Ayub Kalule für Uganda 1974 Weltmeister wurde und Venezuela bei den WM 1974 und 1978 insgesamt 5 Medaillen holte, darunter zwei Vize-Weltmeister, Alfredo Perez und Alfredo Lemus, war Rosentritt daran beteiligt. 
Seine letzte Station waren der Aufbau des Boxsports in Sambia sowie die Betreuung der Nationalmannschaft von Tunesien. Er bereitete im Nationalstadion von Lusaka die Nationalmannschaft auf ihren Einsatz bei den Commonwealth Games vor und demonstrierte für zahlreiche junge Trainer in mehreren Trainingsstunden das Arbeiten mit Box-Anfängern für die spätere Vorbereitung auf Wettkämpfe. Von 1977 bis 1980 war er Chef-Trainer der tunesischen Boxer und errang bei den Mittelmeerspielen 1979 mit seinem Boxer Lotfi Belkhir die einzige Goldmedaille sportartübergreifend für Tunesien. Auch qualifizierte er mehrere tunesische Boxer für die Olympischen Spiele. Bis zu seinem Ruhestand im Jahr 1987 arbeitete er als Koordinator und Lehrgangsleiter in Nordafrika und arbeitet immer noch eng mit dem tunesischen Boxverband und dessen neuem Trainer Boris Kuznezow zusammen. 
Rosentritt wurde vielfach ausgezeichnet. So wurde er in den befreundeten Staaten der DDR in Afrika und Asien mit dem Banner der Arbeit, Stern der Völkerfreundschaft und mit dem Titel Verdienter Meister des Sports geehrt. Ebenfalls wurde er vier Mal als Aktivist der sozialistischen Arbeit gewürdigt. 
Rosentritt verstarb am 22. August 1994 in seiner Heimatstadt Königs Wusterhausen. 